# Astral Doors
Astral Doors — шведская хеви-метал-группа, основанная в 2002 году. На данный момент группа выпустила девять студийных альбомов.

## История
Нильс Патрик Юханссон, Йоахим Нордлунд и Мартин Хаглунд жили в шведском городе Бурлэнге, где репетировали со своими группами в клубе Rock House. В 1991 году Йохан Линдштедт присоединился к группе Юханссона Staircase. Линдштедт некоторое время играл в Staircase, а затем перешел в рэп-метал-группе Buckshot OD.
В 1998 году Юханссон и Линдштедт участвовали в группе Barfly. Группа просуществовала до 2002 года, и в итоге распалась из-за музыкального упадка во время четвертой демо-записи. Звукорежиссером был Йоахим Нордлунд, фронтмен группы Erina.
Вскоре после этого Нордлунд и Линдштедт начали работать вместе, и связались с Юханссоном. Новая группа получила название Astral Doors в честь их собственной песни "Far Beyond The Astral Doors" из альбома "Of the Son and The Father". Также к группе присоединились Йоаким Руберг, с которым участники сотрудничали во время написания некоторых песен и Мартин Хаглунд.

## Состав Группы

### Участники
- Нильс Патрик Юханссон — Вокал
- Иоахим Нордлунд — Гитара
- Йоаким Руберг — Орган
- Ульф Лагерстрём — Бас
- Йохан Линдстедт — Барабаны

### Бывшие участники
- Мартин Хаглунд — Гитара
- Мика Итаранта — Бас

## Дискография

### Альбомы
- Of the Son and the Father (2003)
- Evil Is Forever (2005)
- Raiders of the Ark (2005)
- Astralism (2006)
- New Revelation (2007)
- Requiem Of Time (2010)
- Testament Of Rock (Сборник, 2010)
- Jerusalem (2011)[1]
- Notes from the Shadows (2014)
- Black Eyed Children (2017)
- Worship or Die (2019)

### Синглы
- Hyllning Till Leksand (2009)